# Hosséré Oupay
Oupay eller Hosséré Oupay är det högsta berget i Mandarabergen, i norra Kamerun. Toppen på Hosséré Oupay är 1 462 meter över havet.
Terrängen runt Hosséré Oupay är huvudsakligen kuperad. Hosséré Oupay är den högsta punkten i trakten. Trakten runt Hosséré Oupay är ganska tätbefolkad, med 134 invånare per kvadratkilometer. Närmaste större samhälle är Mokolo, 16,3 km söder om Hosséré Oupay. Trakten runt Hosséré Oupay är en mosaik av jordbruksmark och naturlig växtlighet.